# Szaniszló Sándor (gépészmérnök)
Szaniszló Sándor (Szikszó, 1948. június 10. – Miskolc, 2017. április 19.) okleveles gépészmérnök, létesítményigazgató, a magyar kosárlabdasport, Miskolc, illetve a Miskolci Egyetem sportéletének meghatározó alakja.

## Pályafutása
Általános iskolás éveit a Fadrusz utcai 16. sz. Általános Iskolában töltötte, majd felvételt nyert az akkori nevén Kilián György, ma Diósgyőri Gimnáziumba. 1971-ben vegyipari gépészmérnöki diplomát szerzett a miskolci Nehézipari Műszaki Egyetem (NME) gépészmérnöki karán. A diploma megszerzése után a Tüzeléstechnikai Kutató Intézetben (TÜKI) dolgozott 1980-ig, majd 13 éven keresztül a Miskolci Egyetem Testnevelési Tanszékének főmérnöke volt. 1993-tól egészen nyugdíjba vonulásáig az egyetemi sportlétesítmények igazgatója volt.
A kosárlabda sporthoz vezető első lépcsőt a Kilián Gimnáziumban tette meg, a Kamarás-házaspárnak köszönhetően, de osztályfőnöke, Kiss András is fontos szerepet játszott. 1962-től Kamarás István testnevelőjeként, előbb megszerettette vele a játékot, majd rendszerességre, fegyelmezettségre, az igazi csapatjáték fontosságára nevelte. A csapat „mindeneseként” is segítette társait. 
A Miskolci Egyetemi Atlétikai és Futball Club (MEAFC) kosárlabda szakosztályának 1966-ban lett tagja, 1967-től intézője, majd szakosztályvezetője és „pénztárnoka”. Akkoriban kapta a „Bukszi” becenevet, mely szeretettel, tisztelettel övezve végig kísérte őt egész életében. 2001-től a MEAFC ügyvezetői teendőit látta el.  Időközben volt játékvezető, szövetségi bizottság vezető, technikai komisszár, főtitkár, és az országos szövetség amatőr tagozatának elnöke.
Pályafutása során több nagyszerű szakemberrel – Dr. Szabó Imre (Jimmy bácsi), Osgyáni Zoltán, Eperjessy Gyula, Szemes Antal, majd Drahos László, Kovács Péter, Milen Vukicsevics – együtt dolgozva tanulta tovább a szakma szeretetét, annak magasfokú művelését, a tisztességet, a sportszerűséget, melyet tevékenysége során mindvégig szem előtt tartott. A szövetségi munkában tanítómestereinek, dr. Csótai Józsefnek és Gaál Csabának tartozott köszönettel.
Az MKOSZ Borsod-Abaúj-Zemplén megyei szervezetének főtitkáraként, felelős kiadóként jelentette meg Varga Lajos: A Borsod-Abaúj-Zemplén megyei kosárlabdázás története című könyvét, melyhez ő írta az előszót.   
Szaniszló Sándor munkásságát jellemezte, hogy korosztálytól függetlenül mindenkinek megadta a tiszteletet, mindenkit meghallgatott, mindenkinek segített. A különböző munkahelyi és sportot érintő szabályzatok alakulását, módosításait folyamatosan követte, így maximális felkészültséggel rendelkezett. 

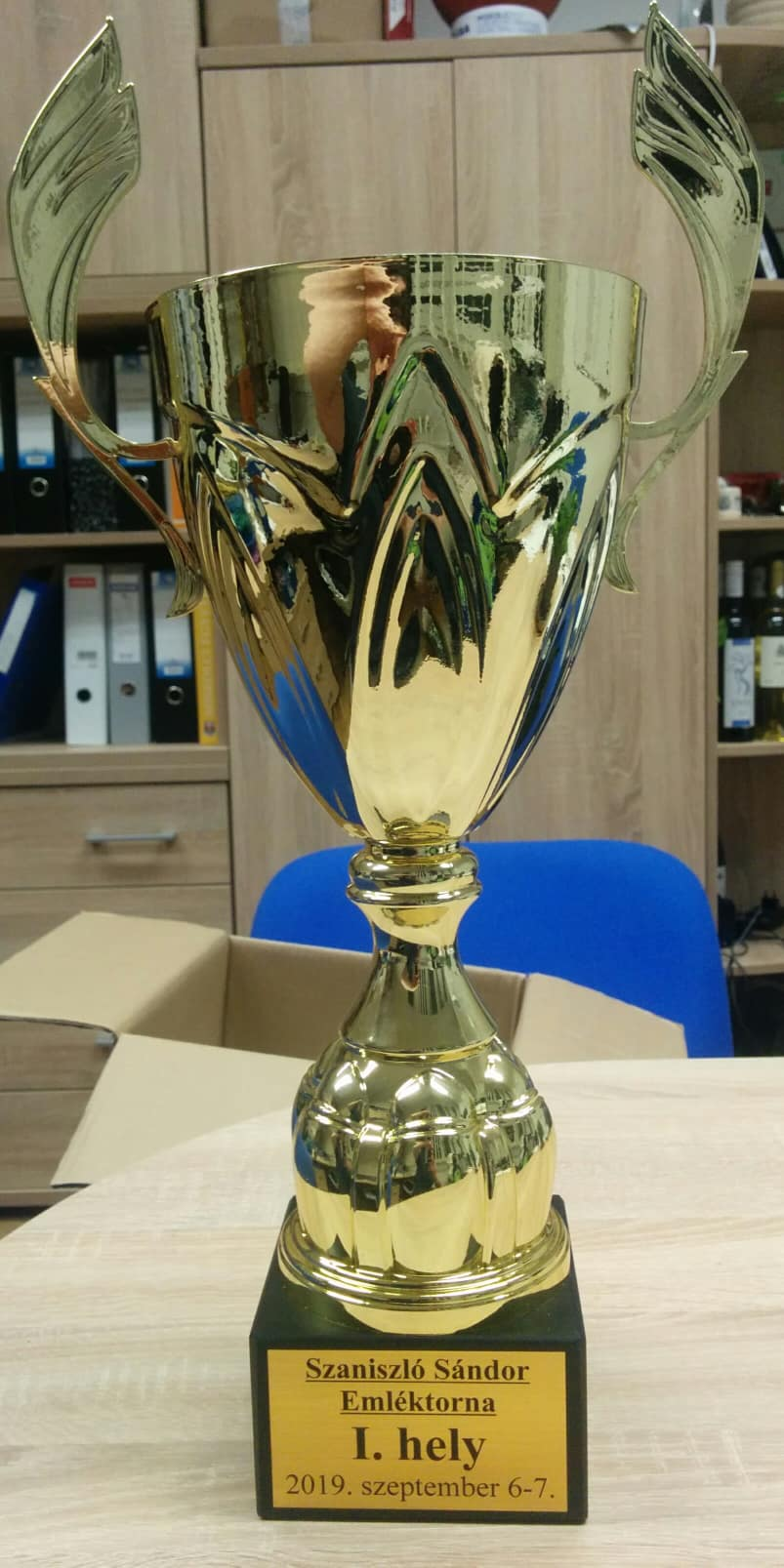
A II. Szaniszló Sándor Emléktorna bajnokának járó kupa

Megbecsült közéleti személyiségként alelnöke, majd elnöke lehetett a B.-A.-Z. Megyei Sportszövetségek Képviseletének, alelnöke a Nemzeti Sportszövetség területi kollégiumának, vezetője a Magyar Diáksport Szövetség  kosárlabda munkabizottságának,  tagja megyei és városi önkormányzati bizottságoknak, testületeknek. A Who is who enciklopédiába 2012-ben került be.
"Az empátiára, tiszteletre, segítőkészségre, munka- és emberszeretetre,  precizitásra, a sport iránti elkötelezettségre alapozó magas színvonalú munkáját, legyen az egyetemi, egyesületi, szövetségi, vagy diáksportos, jó néhány kitüntetéssel ismerték el. Egyebek mellett megkapta a Magyar Sportért Emlékérem bronz-fokozatát, a Magyar Egyetemi-, Főiskolai Sportszövetség Arany Emlékplakettjét, a Signum Aureum Universitas-t, a megyei közgyűlés Milleneumi Emlékplakettjét, a B.-A.-Z. Megye Kiváló Sportvezetője díjat és a B.-A.-Z. Megye Diáksportjáért Emlékplakettet".
A Borsod-Abaúj-Zemplén Megyei Kosárlabda Szövetség évente emléktornával tiszteleg Szaniszló Sándor példaértékű életútja előtt. Az első mérkőzéssorozatot 2018. szeptember 7-8-án rendezték meg a Miskolci Egyetem körcsarnokában, ahol 2018. szeptember 7-én avatták fel emléktábláját.